# Hyposoter jachontovi
Hyposoter jachontovi är en stekelart som först beskrevs av Meyer 1927.  Hyposoter jachontovi ingår i släktet Hyposoter och familjen brokparasitsteklar. Inga underarter finns listade i Catalogue of Life.